# Кожљани
Кожљани (итал. Cosliani) је насељено место у саставу општине Барбан у Истарској жупанији, Хрватска. До територијалне реорганизације у Хрватској налазили су се у саставу старе општине Пула.

## Становништво
Према последњем попису становништва из 2011. године у насељу Кожљани живело је 190 становника.
| година пописа  | 1857 | 1869 | 1880 | 1890 | 1900 | 1910 | 1921  | 1931 | 1948 | 1953 | 1961 | 1971 | 1981 | 1991 | 2001 | 2011 |
| бр. становника | 0    | 0    | 58   | 72   | 52   | 64   | 1.009 | 965  | 97   | 102  | 92   | 83   | 85   | 79   | 72   | 63   |

Напомена:У 1857. 1869. подаци су садржани у насељу Орихи, а у 1921. и 1931. садржи податке за насеље Драгузети, Грандићи, Орихи, Петехи, Рајки, Ројнићи. Вадреш и Желиски.